# OR10H2
후각 수용체 10H2(Olfactory receptor 10H2)는 인간의 OR10H2 유전자에 의해 암호화 된 단백질이다.
후각 수용체는 코의 냄새 분자와 상호 작용하여 냄새의 인식을 유발하는 신경 반응을 시작한다. 후각 수용체 단백질은 단일 암호화-엑손 유전자로부터 발생하는 대규모 G 단백질 수용체(GPCR) 군의 구성원이다. 후각 수용체는 많은 신경 전달 물질 및 호르몬 수용체와 7개의 막 횡단 도메인 구조(7TM)를 공유하고 냄새 신호의 G 단백질 중재 전달에 대한 책임이 있다. 후각 수용체 유전자 군은 게놈에서 가장 크다. 이 유기체에 대한 후각 수용체 유전자 및 단백질에 할당된 명명법은 다른 유기체와 무관하다.

## 추가 자료
- “DEFOG: a practical scheme for deciphering families of genes.”. 《Genomics》 80 (3): 295–302. 2003. doi:10.1006/geno.2002.6830. PMID 12213199.
- “Generation and initial analysis of more than 15,000 full-length human and mouse cDNA sequences.”. 《Proc. Natl. Acad. Sci. U.S.A.》 99 (26): 16899–903. 2003. doi:10.1073/pnas.242603899. PMC 139241. PMID 12477932.
- “The human olfactory receptor gene family.”. 《Proc. Natl. Acad. Sci. U.S.A.》 101 (8): 2584–9. 2004. doi:10.1073/pnas.0307882100. PMC 356993. PMID 14983052.
- “The DNA sequence and biology of human chromosome 19.”. 《Nature》 428 (6982): 529–35. 2004. doi:10.1038/nature02399. PMID 15057824.
- “The status, quality, and expansion of the NIH full-length cDNA project: the Mammalian Gene Collection (MGC).”. 《Genome Res.》 14 (10B): 2121–7. 2004. doi:10.1101/gr.2596504. PMC 528928. PMID 15489334.